# Thomas W. Eagar
Thomas W. Eagar (* 1950 in Chattanooga, Tennessee; † 9. Oktober 2022 in Belmont, Massachusetts) war Werkstoffkundler und Metallurge in Forschung und Ingenieurwesen im Rang eines Professors. Er veröffentlichte  208 wissenschaftliche Aufsätze und Bücher, daneben 14 Patente. Er arbeitete für das MIT.
1997 wurde Eager für Beiträge zu Theorie und Praxis des Schweißens in die  National Academy of Engineering gewählt.

## Leben
Thomas W. Eagar machte im Jahr 1972 seinen Bachelor of Science in Metallurgie und Materialwissenschaft und den Doctor of Science 1975 in Metallurgie am Massachusetts Institute of Technology. Anschließend studierte er von 1975 bis 1976 Betriebswirtschaft an der Lehigh University. Im Jahr 1988 nahm er an einem Programm für leitende Angestellte an der Sloan School of Management am Massachusetts Institute of Technology teil.
Eagar war von 1974 bis 1976 bei der Bethlehem Steel Corporation als wissenschaftlicher Mitarbeiter beschäftigt. Zwischen 1976 und 1987 arbeitete er an der Fakultät für Materialwissenschaft und Technik am Massachusetts Institute of Technology als Assistenzprofessor für Werkstofftechnik. Von 1984 bis 1985 war er am US Office of Naval Research in Tokyo tätig. Ab 1987 war Thomas W. Eagar Professor am Massachusetts Institute of Technology, unter anderem für Werkstofftechnik (seit 1987), Technische Anlagen (seit 2000). Zwischen 1995 und 2000 war er Leiter der Fakultät für Materialwissenschaften und Technik.

## Auszeichnungen
- International Junior Civitan of the Year, 1968
- Dennison K. Bullens Scholarship, 1969–1971
- Foundry Educational Foundation Scholarship, 1970–1971
- Phi Lambda Upsilon, Member 1971
- Tau Beta Pi, Member, 1971; Distinguished Service Award, 1980
- National Science Foundation Graduate Fellowship, 1972–1974
- Metallurgy and Materials Prize, Boston Section AIME, 1972
- Adams Memorial Membership Award, American Welding Society, 1979–1983
- Charles H. Jennings Memorial Medal, American Welding Society, 1984, 1992, 2004
- Champion H. Mathewson Gold Medal, TMS-AIME, 1987
- Henry Krumb Lecturer, TMS/SME-AIME, 1987
- National Science Foundation Creativity Extension Award, 1988–1990
- Leaders for Manufacturing Professorship, 1988–1993
- ASM International, Fellow, 1989
- Houdremont Lecturer, International Institute of Welding, 1990
- Richard P. Simmons Professorship, 1990–1993
- Warren F. Savage Award, American Welding Society, 1991, 1996
- William Spraragen Award, American Welding Society, 1991, 1994
- Comfort A. Adams Lecturer, American Welding Society, 1992
- Henry Marion Howe Medal, ASM International, 1992
- William Irrgang Award, American Welding Society, 1993
- POSCO Professorship, 1993–1999
- American Welding Society, Fellow, 1994, Honorary Member, 1999
- Nelson W. Taylor Lecturer, Pennsylvania State University, 1995
- National Academy of Engineering, Mitglied, 1997
- General Electric Distinguished Lecture, Rensselaer Polytechnic Institute, 2001
- Thomas Lord Professorship, 2001 -
- Silver Quill Award, American Welding Society, 2002
- American Association for the Advancement of Science, Fellow, 2002
- College of Engineering and Technology, Lecturer, Brigham Young University, 2004

## Besondere Interessen
- Materialherstellung und Verarbeitung.
- Schweiß- und Verbindungstechniken.
- Keramische und elektronische Komponenten.
- Alternative Herstellungsmethoden.
- Management bei Herstellungsmethoden.
- Deformationsvorgänge.
- Werkstoffanalyse.
- Auswahl und Versagen von Werkstoffen.

## Reißverschlusstheorie
In seinem Aufsatz in der Zeitschrift Journal of Metals (JOM), Volume 53, wird diese Theorie zum Einsturz der beiden Türme des 2001 zerstörten World Trade Centers entwickelt.
Diese Theorie wird kontrovers diskutiert (siehe Artikel bei Quellen).

### Die Theorie in groben Zügen
- Durch das Abbrennen großer Mengen Kerosin auf den Stockwerken kommt es zu einem allgemeinen Aufweichen und Versagen von Materialverbindungen in den Stockwerkdecken.
- Durch hohe Temperaturen verformten sich die äußeren Stahlsäulen der Gebäude: Die Fassadenflächen wurden nach außen gedrückt.
- Die Geschossflächen, die in Leichtbauweise zwischen den inneren Kernsäulen und den Fassadensäulen quasi nur eingehängt waren, fielen nach unten.
- Die fallenden Geschossdecken rissen die weiteren Etagen auf dem Weg nach unten mit.
- Der Einsturz der Gebäude vollzog sich nahezu in einem Freien Fall, weil die Gebäude zu 95 Prozent aus Luft bestanden.
- Hohe Gebäude mit großer Geschossfläche (keine Präzisierung) kippen nie zur Seite, sondern stürzen stets in sich zusammen.

### Kritik an der Theorie
- Eagar sei ein Metallurge, kein Konstrukteur bzw. Statiker.
- Die Theorie nennt brennendes Kerosin als Hauptverursacher des allgemeinen Materialversagens der Türme und ließe den Einsturz von WTC Gebäudenummer 7 unberücksichtigt.
- Das Dach, die 75., 41. (sie markierten unterschiedliche Gebäudesektionen) und die unteren Etagen besäßen massive Stahlträger, die die inneren, massiven Stahlsäulen mit den äußeren Stahlsäulen verbinden würden. Dieses statische Konzept stünde dem Freien Fall entgegen.